# Remmenedal
Remmenedal är en småort i Remmene socken i Herrljunga kommun i Västra Götalands län, belägen 6 km utanför Herrljunga mot Vårgårda. Orten har 52 invånare (2023).